# 슈퍼 미트 보이
《슈퍼 미트 보이》(Super Meat Boy)는 2010년에 출시한 플랫폼 게임이다. 에드먼드 맥밀런(Edmund McMillen)과 토미 레펜스(Tommy Refenes)가 팀 미트(Team Meat)라는 명의로 제작했으며, 2008년에 만든 플래시 게임인 《미트 보이》(Meat Boy)의 후속작으로 만들어졌다.
《슈퍼 미트 보이》는 빨간 큐브 모양의 캐릭터인 미트 보이(Meat Boy)를 조작하여, 적인 닥터 페투스(Dr. Fetus)로부터 붕대 소녀(Bandage Girl)를 구하는 이야기를 담고 있다. 300개가 넘는 레벨에서 미세하고 순간적인 조작으로 장애물을 피하며 진행하는 것이 주된 게임플레이이다. 《슈퍼 미트 보이》는 2010년 10월 엑스박스 라이브 아케이드로 엑스박스 360에 처음 출시되었으며, 윈도우, OS X, 리눅스, 플레이스테이션 4, 플레이스테이션 비타, Wii U와 닌텐도 스위치로 이식되었다.
《슈퍼 미트 보이》의 개발은 2009년 초에 시작되었으며, 맥밀런이 시각 요소와 레벨 디자인을 담당했고 레펜스가 프로그래밍을 맡았다. 게임의 음악은 원작인 《미트 보이》의 음악을 쓴 대니 바라노스키가 썼다. 《슈퍼 미트 보이》는 여러 상을 수상했으며 상업적으로도 성공하여 2012년 1월까지 백만 장 이상 판매되었다. 에드먼드 맥밀런이 참여하지 않은 속편 《슈퍼 미트 보이 포에버》가 2020년 12월 23일에 출시되었다.